# Ranking FIFA Feminino da OFC
O Ranking FIFA Feminino da OFC é um sistema que classifica as seleções nacionais femininas filiadas à Confederação de Futebol da Oceania (OFC), de acordo com suas respectivas classificações no Ranking Feminino Mundial da FIFA.

## Primeiro Ranking
O primeiro ranking feminino da FIFA foi divulgado em 16 de julho de 2003 e a primeira seleção a liderar o ranking FIFA feminino da OFC foi a Seleção Neozelandeza.
Estas foram as colocações do primeiro ranking feminino da OFC elaborado pela FIFA:
| Posição | Posição Regional | Seleção          | Pontos |
| ------- | ---------------- | ---------------- | ------ |
| 21º     | 1º               | Nova Zelândia    | 1760   |
| 59º     | 2º               | Papua-Nova Guiné | 1412   |
| 91º     | 3º               | Ilhas Cook       | 1143   |
| 94º     | 4º               | Samoa            | 1122   |

## Ranking
Atualizado em 12 de junho de 2025.
| Posição | Posição Regional | Seleção          | Pontos  |
| ------- | ---------------- | ---------------- | ------- |
| 33º     | 1º               | Nova Zelândia    | 1656,46 |
| 58º     | 2º               | Papua-Nova Guiné | 1427,04 |
| 71º     | 3º               | Fiji             | 1357,26 |
| 86º     | 4º               | Ilhas Salomão    | 1244.70 |
| 96º     | 5º               | Tonga            | 1211.20 |
| 99º     | 6º               | Samoa            | 1202.69 |
| 104º    | 7º               | Nova Caledônia   | 1194.64 |
| 114º    | 8º               | Taiti            | 1160.79 |
| 115º    | 9º               | Ilhas Cook       | 1160.70 |
| 119º    | 10º              | Vanuatu          | 1134.74 |
| 152º    | 11º              | Samoa Americana  | 1010.26 |

## Equipe Feminina do ano da OFC
Equipe do ano é o título concedido à seleção feminina oceânica que fecha o ano na primeira colocação do ranking regional, por vezes obtendo esse mesmo desempenho ao longo do período. A tabela abaixo relaciona as três primeiras posições de fechamento em cada ano.
| Ano  | Primeiro      | Segundo          | Terceiro         |
| ---- | ------------- | ---------------- | ---------------- |
| 2003 | Nova Zelândia | Tonga            | Papua-Nova Guiné |
| 2004 | Nova Zelândia | Tonga            | Papua-Nova Guiné |
| 2005 | Nova Zelândia | Tonga            | Papua-Nova Guiné |
| 2006 | Nova Zelândia | Tonga            | Papua-Nova Guiné |
| 2007 | Nova Zelândia | Papua-Nova Guiné | Tonga            |
| 2008 | Nova Zelândia | Papua-Nova Guiné | Tonga            |
| 2009 | Nova Zelândia | Papua-Nova Guiné | Tonga            |
| 2010 | Nova Zelândia | Papua-Nova Guiné | Tonga            |
| 2011 | Nova Zelândia | Papua-Nova Guiné | Tonga            |
| 2012 | Nova Zelândia | Papua-Nova Guiné | Tonga            |
| 2013 | Nova Zelândia | Papua-Nova Guiné | Tonga            |
| 2014 | Nova Zelândia | Papua-Nova Guiné | Tonga            |
| 2015 | Nova Zelândia | Papua-Nova Guiné | Fiji             |
| 2016 | Nova Zelândia | Papua-Nova Guiné | Fiji             |
| 2017 | Nova Zelândia | -                | -                |
| 2018 | Nova Zelândia | Papua-Nova Guiné | Fiji             |
| 2019 | Nova Zelândia | Papua-Nova Guiné | Fiji             |
| 2020 | Nova Zelândia | Papua-Nova Guiné | Fiji             |
| 2021 | Nova Zelândia | Papua-Nova Guiné | Fiji             |
| 2022 | Nova Zelândia | Papua-Nova Guiné | Fiji             |
| 2023 | Nova Zelândia | Papua-Nova Guiné | Fiji             |
| 2024 | Nova Zelândia | Papua-Nova Guiné | Fiji             |

### Desempenho por país
| Seleção          | Primeiro | Segundo | Terceiro                                                        |
| ---------------- | --- | --- | --------------------------------------------------------------- |
| Nova Zelândia    | 22 (2003, 2004, 2005, 2006, 2007, 2008, 2009, 2010, 2011, 2012, 2013, 2014, 2015, 2016, 2017, 2018, 2019, 2020, 2021, 2022, 2023 e 2024) | 0 | 0                                                               |
| Papua-Nova Guiné | 0 | 17 (2007, 2008, 2009, 2010, 2011, 2012, 2013, 2014, 2015, 2016, 2017, 2018, 2019, 2020, 2021, 2022, 2023 e 2024) | 4 (2003, 2004, 2005 e 2006)                                     |
| Tonga            | 0 | 4 (2003, 2004, 2005 e 2006)                                                                                      | 8 (2007, 2008, 2009, 2010, 2011, 2012, 2013 e 2014)             |
| Fiji             | 0 | 0 | 9 (2015, 2016, 2017, 2018, 2019, 2020, 2021, 2022, 2023 e 2024) |